# I.M
I.M (englisch stilisiert für Ich bin) ist ein englischsprachiger Popsong, der von Asi Tal, Chen Aharoni und Lidor Saadia geschrieben wurde. Mit dem Titel vertrat Michael Ben David Israel beim Eurovision Song Contest 2022 in Turin.

## Hintergrund
Michael Ben David nahm an der 5. Staffel der Castingshow X Factor teil, die am 30. Oktober 2021 auf Reshet 13 startete. Schon im April 2021 wurde verkündet, dass der Beitrag für den Eurovision Song Contest 2022 durch die Castingshow bestimmt werden solle. In einer am 3. Februar 2022 unter dem Namen Hashir Shelanu L'Eurovizion auf Kan 11 ausgestrahlten Show trugen David, sowie die restlichen drei verbliebenen Kandidaten Eli Huli, Inbal Bibi und Sapir Saban jeweils zwei Titel vor. Aus den von David vorgetragenen Titeln I.M und Don’t wurde mit 83 Punkten das Lied I.M ausgewählt. Im Finale von X Factor, das am 5. Februar stattfand, konnte sich David gegen seine Mitstreiter durchsetzen und gewann die Castingshow.
I.M wurde aus einem Team bestehend aus Asi Tal, Chen Aharoni und Lidor Saadia geschrieben, arrangiert und produziert.

## Inhaltliches
Laut David handele das Lied von den Zeiten, an denen man sich schlecht fühle und sich davon lösen müsse.

## Veröffentlichung
Der Titel wurde am 30. Januar 2022 veröffentlicht. Kurz darauf wurde eine Überarbeitung des Titels bekanntgegeben, da er in sehr kurzer Zeit produziert wurde.

## Beim Eurovision Song Contest
Israel wurde ein Platz in der ersten Hälfte des zweiten Halbfinale des Eurovision Song Contest 2022 zugelost, welches am 12. Mai stattfinden wird. Am 29. März wurde bekanntgegeben, dass das Land die Startnummer 2 erhalten hat.